# Trautmannsdorf (Gemeinde Geras)
Trautmannsdorf ist eine Ortschaft und eine Katastralgemeinde der Stadtgemeinde Geras im Bezirk Horn im niederösterreichischen Waldviertel mit 44 Einwohnern (Stand 1. Jänner 2024). Bis Ende 1965 war Trautmannsdorf eine eigenständige Gemeinde.

## Geografie
Das Dorf liegt südöstlich von Geras. Nördlich am Ort vorüber führt die Landesstraße L40.

## Geschichte
Laut Adressbuch von Österreich waren im Jahr 1938 in der Ortsgemeinde Trautmannsdorf ein Gastwirt, eine Schneiderin und ein Landwirt mit Direktvertrieb ansässig.
Mit 1. Jänner 1966 wurden im Zuge der Niederösterreichischen Kommunalstrukturverbesserung die bis dahin selbständigen Gemeinden Fugnitz, Goggitsch, Kottaun, Pfaffenreith und Trautmannsdorf nach Geras  eingemeindet.